# یواس‌اس ال‌اس‌تی-۸۴
یواس‌اس ال‌اس‌تی-۸۴ (به انگلیسی: USS LST-84) یک کشتی بود که طول آن ۳۲۸ فوت (۱۰۰ متر) بود. این کشتی در سال ۱۹۴۳ ساخته شد.